# Miss Tschechien

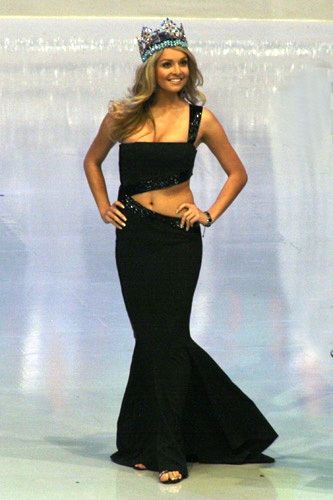
Taťána Kuchařová, Miss Tschechische Republik, als Miss World 2006

Miss Tschechische Republik ist ein nationaler Schönheitswettbewerb für unverheiratete Frauen in Tschechien, der auf den Wettbewerb Miss Tschechoslowakei zurückgeht.
Nach der Teilung der Tschechoslowakei zum 1. Januar 1993 wurde der Titel Miss Tschechoslowakei nicht mehr vergeben, wenn auch im ersten Jahr noch eine gemeinsame Misswahl zur Miss Tschechische und Slowakische Republik stattfand.
Die Agentur Art Production K./2 führte die Wahlen weiterhin durch, aber seit 1994 nur noch in Tschechien unter dem Titel Miss Tschechische Republik (Miss České republiky). Die Siegerinnen nahmen unter anderem an der Miss World teil.
Seit 2005 veranstaltet die Agentur Central European Models einen Konkurrenz-Wettbewerb um die Tschechische Miss (Česká Miss), deren Siegerinnen bei der Wahl zur Miss Universe kandidieren.
Beide Unternehmen fusionierten 2010 unter der Bezeichnung Česká Miss und führen nur noch diesen Wettbewerb fort. Geschäftsführerin ist Michaela Maláčová.

## Siegerinnen

### Miss Tschechische Republik

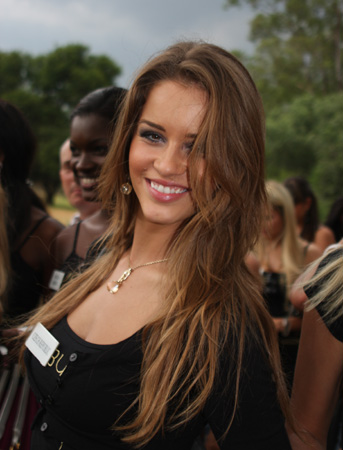
Zuzana Jandová, Miss Tschechische Republik 2008

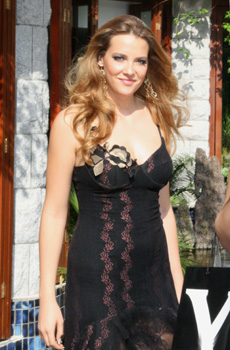
Kateřina Sokolová, Miss Tschechische Republik 2007

| Jahr | Miss České republiky |
| ---- | -------------------- |
| 1994 | Eva Kotulánová       |
| 1995 | Monika Žídková       |
| 1996 | Petra Minářová       |
| 1997 | Terezie Dobrovolná   |
| 1998 | Kateřina Stočesová   |
| 1999 | Helena Houdová       |
| 2000 | Michaela Salačová    |
| 2001 | Diana Kobzanová      |
| 2002 | Kateřina Průšová     |
| 2003 | Lucie Váchová        |
| 2004 | Jana Doleželová      |
| 2005 | Lucie Králová        |
| 2006 | Taťána Kuchařová     |
| 2007 | Kateřina Sokolová    |
| 2008 | Zuzana Jandová       |
| 2009 | Aneta Vignerová      |

### Tschechische Miss
| Jahr | Česká Miss          |
| ---- | ------------------- |
| 2005 | Kateřina Smejkalová |
| 2006 | Petra Soukupová     |
| 2007 | Lucie Hadašová      |
| 2008 | Eliška Bučková      |
| 2009 | Iveta Lutovská      |
| 2010 | Jitka Válková       |
| 2011 | Jitka Nováčková     |
| 2012 | Tereza Chlebovská   |